# Локня (Роменський район)
Ло́кня — село в Україні, у Сумській області, Роменському районі. Населення становить 309 осіб. Входить до складу Андріяшівської сільської громади. До 2020 орган місцевого самоврядування - Хоминцівська сільська рада.

## Географія
Село Локня розташоване на березі річки Локня, вище за течією на відстані 1.5 км — село Лавіркове Чернігівської області. Нижче за течією за 3 км розташовані села Дубина та Лісківщина.
По селу тече струмок, що пересихає.
Поруч пролягає автомобільний шлях Н07.

## Назва
На думку старожилів, назва села походить від назви однойменної річки, яка протікає в селі.

## Історія

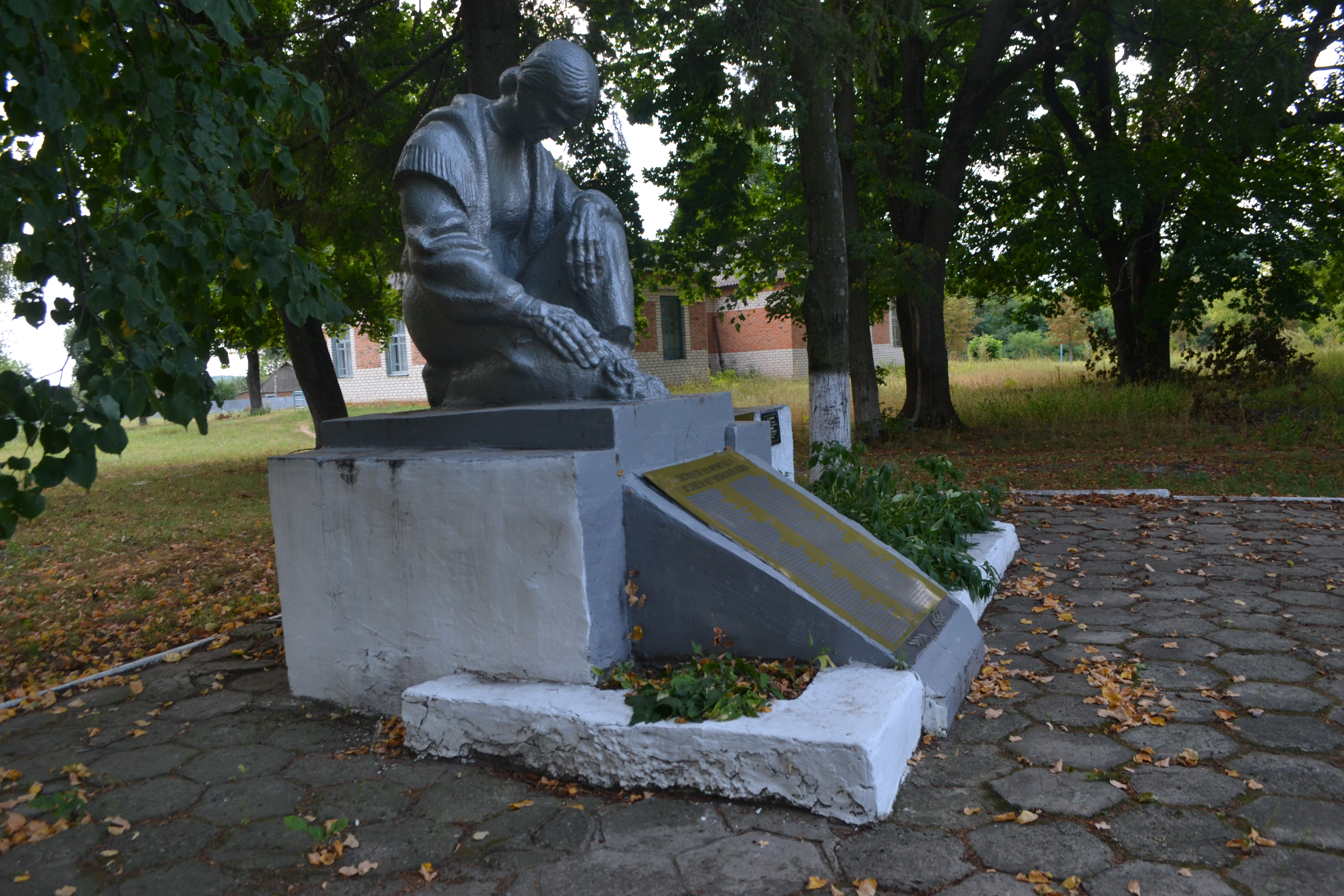
Братська могила в селі Локня

Поселення спочатку належало миргородському, а потім Лубенському полку. Місцеві жителі в основному займалися землеробством. Пізніше вирощували тютюн, який збували роменським промисловцям. У Локні були тісні зв'язки з сотенним містечком Глинськ. Процес закріпачення села не відомий, відомо, що на кінець VXIII століття і по 40 роки XIX село належало генералові Багреєві-Фролову Олександру Олексійовичу, учаснику війни 1812 року. Сам пан у селі не жив, але тримав економію. Будівля економії була одноповерховою та довгою. Саме там знаходилися комори, майстерні та великі погреби. «Погреби були такі великі, що туди заїжджали волами і могли там розвернутися»,- так переказують літні люди розповіді своїх батьків. Приїзд пана відбувався на 3-4 літні тижні протягом яких він перевіряв стан економії та відпочивав з гостями. Для відпочинку на одному з 4 ставків обсаджений деревами та кущами. По центру стояла чудова альтанка. На човнах туди переправлявся пан з родиною та гостями. Купина і зараз знаходиться серед ставу, як свідчення того як уміли дбати про свій відпочинок заможні люди. Після революції ледь не півстоліття жителі Локня видобували цеглу з розваленої економії.
Під час примусової колективізації, у 1931 році у селі було створено колгосп.
Село постраждало внаслідок геноциду українського народу, проведеного урядом СССР 1923–1933 та 1946–1947 роках.
Німецько-радянська війна вирвала з мирного життя і жителів Локні, які гідно захищали свою Батьківщину на різних фронтах. Коли німці увійшли у село, то спалили молотарку. Коли настав час урожай збирати, жінки ціпами молотили. Один із випускників школи Науменко Юрій Андрійович став героєм Радянського Союзу. У званні підполковника після війни дійшов до звання генерал-полковника.
З фронтів Другої світової війни не повернулися 95 фронтовиків.
У повоєнні роки село збагатилося клубом, бібліотекою, медично-фельдшерським пунктом. До села підведено дорогу з твердим покриттям.

## Відомі люди
У селі з 1921 року жив та навчався у школі майбутній радянський військовик, Герой Радянського Союзу Науменко Юрій Андрійович. Був начальником штабу 1151-го 343-ї стрілкової дивізії. Командував 289-м гвардійським стрілковим полком 97-ї гвардійської стрілкової Полтавської Червонопрапорної і Ордена Суворова дивізії.
Героїчно проявив себе у Берлінській наступальній операції (Орден Леніна та медаль «Золота зірка»).
У повоєнні роки продовжив службу в армії, яку закінчив у чині генерал-полковника.

## Економіка
- Молочно-товарна ферма.

## Соціальна сфера
- Будинок культури.

## Пам'ятки
Братська могила борців за встановлення радянської влади, радянських воїнів та пам’ятник воїнам-землякам у селі Локня.
- Братська могила партизанів у селі Локня.[3]